# 乌龙闯情关
《乌龙闯情关》片长39集，拍摄于2001年。由高力强、德喜执导，曹颖、孙耀威、宋妍、释小龙等主演。
故事背景为汉武帝之後的歷史，主要以孙耀威饰演的刘病已为主线展开，期间穿插著他和权臣霍光之女霍水仙以及从小青梅竹马的许平君之间的爱情故事。

## 演员
| 演員                | 角色     | 配音          | 備註 |
| 孫耀威 童年：张植绿 | 劉病已   | 劉傑          | 汉宣帝，汉武帝之曾孙，戾太子刘据之孙，巫蛊之祸中全家惨遭诬陷和杀害，只有在襁褓中的他存活，被送往民间抚养，以平民的身份长大，一直不知道自己的身世；古灵精怪但心地善良，喜欢霍水仙和许平君，以皇宫柴炭司总管的身份帮助霍光废黜昏君刘贺后得知身世，并被拥立为皇帝，一度因水仙失踪而沉迷声色，被韩严法顶替并毁容，最终以丐帮帮主的身份夺回皇位，发愤图强，成为西汉中兴之主。   |
| 孫耀威 童年：张植绿 | 韓嚴法   | 劉傑          | 法家弟子，与刘病已长得一模一样，主张以严刑峻法治理天下，反对刘病已的儒家仁政，被广陵王偷梁换柱，拿来做冒牌皇帝，创制出一套严刑峻法，苦不堪言，后来被刘病已抓获处死。 |
| 曹穎                | 霍水仙   | 鄭仁麗        | 原型为汉宣帝第二任皇后霍成君，霍光之女，与刘病已自幼相识且关系密切，初期多以男性装束出现，好行侠仗义，打抱不平，与刘病已臭味相投，闹出很多笑话。后为了保护刘病已跌落悬崖，被采药书生王斑救下后失忆，被广陵王利用，后恢复记忆，回到刘病已身边。 |
| 宋妍                | 许平君   | 王瑞芹        | 恭哀皇后，杜城县牢头许广汉之女，与刘病已青梅竹马，会武艺，喜欢刘病已但不愿表达，二人经常拌嘴但还是一起完成了很多惊天动地的大事，后因病已不务正业愤而离去，病已遂发布诏书，寻找“故剑”，实为寻找平君并欲立为皇后，终于回心转意。 |
| 傅虹均              | 鳩摩空   | 官志宏        | 天竺高僧，乌龙院住持，木讷，武艺高强，汉语比较差，病已的师傅，多次帮助病已化险为夷。 |
| 沈保平              | 霍光     | 官志宏        | 博陵侯，大将军，麒麟阁功臣，汉武帝的托孤之臣，水仙的父亲，手握朝政大权，力主立病已为皇帝，水仙为皇后。 |
| 岳紅                | 胡組     | 馮美麗        | 抚养病已的奶娘之一，被称为大娘，本为囚犯，性格张扬放荡，获释后带病已在杜城安家，后在京城开了一家妓院，一直不敢告诉病已他的身世，视其为亲生骨肉。 |
| 李姝                | 上官鳳兒 | 馮美麗        | 汉昭帝的皇后，霍光的外孙女，年仅六岁入主中宫，情窦初开时与病已发生感情并因此一度被打入冷宫。昭帝英年早逝，年仅十五岁（剧中为十七岁）便守寡，成了皇太后，与皇帝刘贺关系紧张，逃出皇宫，后在霍光、病已、平君、水仙和柴炭司、乌龙院众人的保护下返回皇宫，废黜刘贺，病已身世明了后因自己的辈分而与之不复相见，深居长乐宫。                                                     |
| 晉松                | 釋大牛   | 陳幼文        | 本为武将，被邴吉派去暗中保护病已的安全，后被鸠摩空收为弟子，武艺高强，性格憨厚耿直，幽默滑稽。 |
| 吳東芳              | 阿秋     | 陶敏嫻        | 霍水仙的丫鬟 |
| 鐘衛華              | 刘贺     | 陳幼文        | 汉废帝，汉武帝之孙，昌邑王，以昭帝嗣子的身份被上官太后和霍光立为皇帝，但其荒淫无道，宠信奸臣，在位27天便做了1127件荒唐事，后被霍光、上官太后等联手废黜，赶回封地。 |
| 吉祥                | 皇后     | 馮美麗        | 昌邑王妃，刘贺的妻子，历史上刘贺并未来得及册立皇后。 |
| 公方敏              | 蘇文     | 夏治世        | 汉武帝亲信太监，陷害戾太子的元凶之一，经常在昭帝和刘贺面前进谗言，练成《易筋經》后武艺大增，病已登基大典上意图弑君，最终被众人合力杀死（历史上为巫蛊之祸真相大白后被武帝下令烧死，并未活到昭帝朝）。 |
| 柯受良              | 逍遙子   | 陳幼文        | 王翁须的师父，世外高人，为王翁须易容，但又因其早逝而无法为翁须恢复容貌。 |
| 柯受良              | 漢武帝   | 陳幼文        | 汉朝君主，晚年多疑，又宠信江充，引發巫蠱之禍，导致太子一家和众多宗室、大臣惨死。 |
| 林心如              | 王翁須   | 陶敏嫻        | 悼后，戾太子的儿媳，悼皇考刘进的妻子，刘病已的母亲，怀孕时遭遇灭门之祸，本人被邴吉保护起来，生下病已，亲眼目睹家人被处死的惨状后假装疯癫，逃出京城，拜逍遥子为师练习武艺，为向仇人报仇接受了易容术，化名仇隐娘，与病已相见相识却不相认，冲突不断，最终真相大白，母子相认，病已登基大典上被苏文打伤，生命垂危之时被鸠摩空救活并恢复了原来的面容，回到逍遥子的坟前陪伴终生。 |
| 釋小龍              | 釋小龍   | 馮美麗        | 鸠摩空的小徒弟。 |
| 談天                | 劉胥     | 王希華 陳幼文 | 广陵王，汉武帝第四子，有谋朝篡位之心。 |
| 王斑                | 王斑     | 夏治世        | 采药书生，救活了坠崖且失忆的水仙，并与之产生感情。 |
| 高利玲              | 郭征卿   | 陶敏嫻        | 抚养病已的奶娘之一，被称为二娘，本为囚犯，性格正直稳重，获释后带病已在杜城安家，一直不敢告诉病已他的身世，视其为亲生骨肉。 |
| 王新芬              | 仇隱娘   | 陶敏嫻        | 易容后的王翁须，武艺高强，伺机报仇，与病已和二位奶娘发生了很多矛盾和笑话，最终母子相认，变回原来的容貌。 |
|                     | 章贛     | 于正昌        | 奸臣，江充和苏文的帮凶，被上官太后下令处死。 |
| 姚建明              | 邴少卿   | 夏治世        | 御史大夫，同情戾太子一家并暗中保护他唯一的血脉，后发现仇隐娘就是王翁须，刘病已就是皇曾孙，决定拥立他为皇帝，后官拜丞相，位列麒麟阁。 |
| 魯俊                | 秦受     | 夏治世        | 昌邑王妃的跟班 |
| 蔣冰冰              | 武龍     | 陳幼文        | 杜城赌徒，刘病已的好友，一起在柴炭司任职 |
| 王齡                | 趙德柱   | 王希華 官志宏 | 杜城赌徒，刘病已的好友，一起在柴炭司任职 |
| 尚建慧              | 金金亮   | 于正昌        | 杜城赌徒，刘病已的好友，一起在柴炭司任职 |
| 王江華              | 蘇誠     | 于正昌        | 苏文的侄子，喜欢水仙，韩严法的钦差大臣。 |
| 郭子芳              | 奶娘     | 王瑞芹        | |
| 董嫻                | 小梅子   | 王瑞芹        | 霍光的妻子，水仙的母亲 |
| 尚鐵龍              | 許廣漢   | 于正昌        | 许平君的父亲，杜城县牢头，后来成为县令。 |
| 于艷                | 廣漢妻   | 馮美麗        | 许平君的母亲，性格强势，不喜欢病已的游手好闲。 |
| 李振鋒              | 刘据     | 王希華        | 戾太子，汉武帝的嫡长子，因巫蛊之祸被杀。 |
| 王欽                | 劉弗陵   | 于正昌        | 汉昭帝，汉武帝幼子，幼年即位，一直体弱多病，英年早逝，无子嗣。 |
| 鐘漢豪              | 东方朔   | 于正昌        | 著名辞赋家，太中大夫。 |
| 韓宗麟              | 司馬遷   | 王希華        | 太史令，《史记》的作者 |
| 王禾                | 苏武     | 陳幼文        | 麒麟阁功臣，中郎将，曾在匈奴牧羊十九年而不失节。 |
| 徐鳴                | 半天眉   | 陳幼文        | |
| 陳斌虎              | 牢頭     | 官志宏 王希華 | |
| 柳繼                | 李完     | 夏治世        | |
| 陳清                | 張雄     | 官志宏        | |
| 董代源              | 狗蛋     | 夏治世        | 乞丐，病已的朋友和救命恩人，被苏诚所杀。 |
| 高家福              | 劉福     | 官志宏        | |
| 賈明嶺              | 王朝奉   | 夏治世        | |
| 繆良                | 陳列     | 于正昌        | |
| 季軍                | 江充     | 劉傑          | 绣衣使者，水衡都尉，武帝万年宠信的奸臣，向武帝进谗言陷害太子，被太子杀死，酿成巫蛊之祸。 |
| 劉毅                | 小六子   | 夏治世        | |
| 陳剛                | 乞丐甲   | 王希華        | |
| 李明                | 乞丐乙   | 陳幼文        | |
| 楊益                | 乞丐丙   | 于正昌        | |
| 張玉寧              | 張玉寧   | 夏治世        | |

## 制作团队
- 出品人:邓建国、德喜
- 总监制:鹿松林
- 导演:高力强、德喜
- 制片主任:邓建国
- 联合摄制: 海南广播电视台电视剧制作中心
- 电视剧拍摄制作许可证号: 甲第105号